# All I Do (玉置浩二のアルバム)
『All I Do』(オールアイドゥ)は、日本のシンガーソングライターである玉置浩二の1枚目のオリジナル・アルバム。
1987年8月10日にキティレコードからリリースされた。安全地帯のボーカルとして活動していた玉置の初となるソロ・アルバムであり、安全地帯のライブ・アルバム『『安全地帯LIVE』』（1987年）から2か月振りにリリースされた。全曲共に作詞は松井五郎、作曲は玉置、プロデューサーは玉置および星勝、金子章平が担当している。
レコーディングは同年にロンドンおよびロサンゼルスで行われており、クリス・キャメロン、ランディ・カーバー、ジェリー・ヘイなど当時の世界トップレベルの音楽家がサポートに参加している。国外の一流ミュージシャンの演奏をバックに玉置のボーカルに焦点が充てることがコンセプトの作品となっている。
先行シングルとして「All I Do」がシングルカットされた。本作はオリコンアルバムチャートにおいて最高位第2位となった。

## 背景、制作
アルバム『安全地帯V』（1986年）リリース後、安全地帯は2月より「安全地帯Vツアー」を実施、同年5月には香港での公演を終えてツアーは終了となった。6月10日には同ツアーから4月20日から4月25日までの日本武道館公演を収録したライブ・アルバム『安全地帯LIVE』（1987年）がリリースされた。ほぼ同時期に玉置は安全地帯としての活動を一時休止してソロ作品の制作に着手しており、7月25日には先行シングルとなる「All I Do」をリリースした。
レコーディングは1987年5月頃よりロサンゼルスのデヴォンシャースタジオおよびロンドンのユートピアスタジオ、ユニット3スタジオ、マーカススタジオにて行われた。プロデューサーは玉置の他に星勝、金子章平が担当している。レコーディングにはスティングのバック演奏などで知られるドラマーのヴィニー・カリウタ、ジョージ・マイケルの編曲を担当しているキーボーディストのクリス・キャメロンなどの日本国外の著名なミュージシャンを起用している。しかし玉置本人はあまり得意ではないとの理由から国外ミュージシャンとは直接コミュニケーションを取っておらず、星がコミュニケーションを取っていた。また、曲ごとにBAnaNAや星を含む4名のアレンジャーを使い分けている。玉置は本作の制作理由として、安全地帯として一通りの事は終わったためにメンバー全員が別の活動を志望したことから軽い気持ちでソロ活動に踏み切ったと述べたほか、バンド構成を意識せずに制作できたことが楽しかったとも述べている。

## 音楽性と歌詞
本作のコンセプトは国外一流のミュージシャンの演奏をバックに、玉置の歌唱そのものをメインに据える事となっている。本作では曲によってアレンジャーを変えており、プログラミングを駆使した音作りとなっている。本作に関して安全地帯のギター担当である矢萩渉は好意的に捉えており、曲の良さと実験的な要素が入っている事を指摘し、「新たな一面を見た気がした」、「かなり際どいことをやっているよね」と述べている。
当初は全英語詞での制作も検討されたが、安全地帯より引き続き作詞家の松井五郎を起用し、安全地帯の時とさほど変わらない環境で作詞された。これに関して松井は「せっかく安全地帯と違うものをやるのであれば、僕が詞を書かないほうがいいんじゃないかと思ってもいました」と述べている。また松井は、外国人ミュージシャンの起用により安全地帯とは異なる音楽性になっていたものの、玉置の存在感によりバンドとソロの区別がつかなくなってしまうため、玉置のソロの意義を考慮しながら制作を行っていたと述べている。安全地帯での活動時において松井は玉置と直接歌詞に関する話し合いは行っておらず、プロデューサーであった星や金子、エグゼクティブ・プロデューサーであった多賀英典とともに歌詞の世界観を構築していったと述べた上で、玉置は安全地帯の歌詞についてはほぼ意見を述べることはなかったため、安全地帯とソロとの最も大きな違いは松井と玉置が直接話し合いをするようになったことであると松井は述べている。

## リリース、プロモーション
本作は1987年8月10日にキティレコードよりLPレコード、カセットテープ、CDの3形態でリリースされた。本作に関するテレビ番組出演として、同年7月31日および8月14日放送のテレビ朝日系音楽番組『ミュージックステーション』（1986年 - ）に出演し「All I Do」を披露した。8月20日放送のTBS系音楽番組『ザ・ベストテン』（1978年 - 1989年）では「All I Do」が第10位で初登場となったが1週のみのランクインとなった。
その後1990年7月25日、1992年11月21日、1997年4月25日にCDのみ再リリースされた他、2016年11月23日にはSHM-CD仕様にて、2018年8月15日には紙ジャケット、SHM-CD仕様にて再リリースされた。

## 反響

### 批評
| 専門評論家によるレビュー | 専門評論家によるレビュー |
| レビュー・スコア         | レビュー・スコア         |
| 出典                     | 評価                     |
| ------------------------ | ------------------------ |
| CDジャーナル             | 肯定的                   |

音楽情報サイト『CDジャーナル』では、「All I Do」を「ソウルフルなタイトル曲」と表現した他、「異国情緒あふれるバラエティに富んだサウンドを聴かせてくれる」と本作の音楽性に対して肯定的に評価している。

### カバー
本作の収録曲は以下の歌手によってカバーされている。シングルカットされた「All I Do」に関しては同項目を参照。
「Love“セッカン”Do It」
- パトリック・タム（譚耀文） - 広東語バージョン、「夜深情真」のタイトルでアルバム『夜深情真』（1990年）に収録。

「Only You」
- アラン・リー（李為） - 北京語バージョン、「Only You」のタイトルでアルバム『原諒我愛你』（1991年）に収録。

### チャート成績
本作はオリコンアルバムチャートにおいてLP、CT、CD盤共に最高位第2位、登場回数はLPとCTが14回、CDが11回となり、売り上げ枚数はLPが5.1万枚、CTが5.0万枚、CDが8.0万枚で累計では18.1万枚となった。本作の売り上げ枚数は1988年以降の玉置浩二のアルバム売上ランキングにおいて第13位となった。2023年に実施されたねとらぼ調査隊による玉置のアルバム人気ランキングでは第3位、2024年に実施された同ランキングでは第2位となった。

## 収録曲
- CD付属の歌詞カードに記載されたクレジットを参照[18]。

| #         | タイトル                | 作詞      | 作曲      | 編曲               | 時間  |
| --------- | ----------------------- | --------- | --------- | ------------------ | ----- |
| 1.        | 「She Don't Care」      | 松井五郎  | 玉置浩二  | クリス・キャメロン | 3:25  |
| 2.        | 「Love“セッカン”Do It」 | 松井五郎  | 玉置浩二  | BAnaNA             | 2:52  |
| 3.        | 「1/2 la moitie」       | 松井五郎  | 玉置浩二  | BAnaNA             | 3:04  |
| 4.        | 「Hong Kong」           | 松井五郎  | 玉置浩二  | クリス・キャメロン | 3:37  |
| 5.        | 「Only You」            | 松井五郎  | 玉置浩二  | ランディ・カーバー | 3:31  |
| 6.        | 「Holiday」             | 松井五郎  | 玉置浩二  | ランディ・カーバー | 3:57  |
| 合計時間: | 合計時間:               | 合計時間: | 合計時間: | 合計時間:          | 20:26 |

| #         | タイトル            | 作詞      | 作曲      | 編曲               | 時間  |
| --------- | ------------------- | --------- | --------- | ------------------ | ----- |
| 7.        | 「All I Do」        | 松井五郎  | 玉置浩二  | クリス・キャメロン | 3:12  |
| 8.        | 「Check On Myself」 | 松井五郎  | 玉置浩二  | クリス・キャメロン | 3:03  |
| 9.        | 「なんだ!!」        | 松井五郎  | 玉置浩二  | BAnaNA             | 2:45  |
| 10.       | 「Time」            | 松井五郎  | 玉置浩二  | 星勝               | 2:08  |
| 11.       | 「I'll Belong‥‥」   | 松井五郎  | 玉置浩二  | クリス・キャメロン | 3:51  |
| 12.       | 「このゆびとまれ」  | 松井五郎  | 玉置浩二  | 星勝               | 3:10  |
| 合計時間: | 合計時間:           | 合計時間: | 合計時間: | 合計時間:          | 18:09 |

## スタッフ・クレジット
- CD付属の歌詞カードに記載されたクレジットを参照[18]。

### 参加ミュージシャン
- ジョン・ロビンソン – ドラムス
- ヴィニー・カリウタ – ドラムス
- チャーリー・モーガン（英語版） – ドラムス、パーカッション
- ニール・スチューベンハウス – ベース
- アンディ・ブラウン – ベース
- ポール・ジャクソン・ジュニア – ギター
- フィル・パーマー（英語版） – ギター
- ダン・ハフ（英語版） – ギター
- ランディ・カーバー（英語版） – キーボード
- クリス・キャメロン – キーボード
- 川島裕二 – キーボード
- ポール・エリス – シンセサイザー・プログラマー
- リアム・ヘンシュオール – シンセサイザー・プログラマー
- ピーター・グリフィス – シンセサイザー・プログラマー
- マイケル・フィッシャー – パーカッション
- アンディ・ダンカン – パーカッション
- ギャヴィン・ライト（英語版） – ストリングス指揮者
- ジェリー・ヘイ – ホーン
- ゲイリー・グラント – ホーン
- ダン・ヒギンズ（英語版） – ホーン
- ルー・マクレアリー – ホーン
- スチュアート・ブルックス – ホーン
- ビル・エルドリッジ – ホーン
- ピート・ビークヒル – ホーン
- クリス・ホワイト – ホーン
- フィル・トッド – ホーン
- マーティン・ドブソン – ホーン
- AMAZONS（大滝裕子、斉藤久美、吉川智子） – バッキング・ボーカル
- マクシーン・ウォーターズ – バッキング・ボーカル
- ジュリア・ウォーターズ – バッキング・ボーカル
- カーメン・トゥイリー（英語版） – バッキング・ボーカル
- アラーナ – バッキング・ボーカル
- ジェイ・ウィリアムソン – バッキング・ボーカル
- イヴォンヌ・ブレナン – バッキング・ボーカル
- リチャード・ジョン・スミス – バッキング・ボーカル
- タブス・ウィリアムス – バッキング・ボーカル
- ジュン&サンドラ・キングストン – バッキング・ボーカル
- ロージー、ジェニファー、ジュリー、ロビン、ライアン、レミー – チルドレンズ・コーラス

### 録音スタッフ
- 玉置浩二 – プロデュース
- 星勝 – プロデュース
- 金子章平 – プロデュース
- マイケル・マンチーニ – レコーディング・エンジニア（5,6曲目）、ミキシング・エンジニア（5,6曲目）
- ジェフ・カルヴァー – レコーディング・エンジニア（1,3,4,7,8,10,11,12曲目）、ミキシング・エンジニア（7,10,12曲目）
- ポール・ラビガー – ミキシング・エンジニア（3,9,11曲目）
- スヴェン・テアーズ – ミキシング・エンジニア（1,4,8曲目）
- ベネディクト・トビアス・フェナー – ミキシング・エンジニア（2曲目）
- マイク・ランタン – レコーディング・エンジニア（2,3,9曲目）
- ラリー・グッドウィン – アシスタント・エンジニア
- コリン・アンドリュース – アシスタント・エンジニア
- ディック・ビーサム – アシスタント・エンジニア
- ティム – アシスタント・エンジニア

### 制作スタッフ
- 近藤由紀夫 – A&R
- スーザン・ブリル (L.A.) – プロダクション管理
- ジョン・ホリングワース（ロンドン） – プロダクション管理
- 小林紀子 – プロダクション・アシスタント
- 宗像和男 – プロダクション・スーパーバイザー
- うとまさのり – パブリシティー
- 酒井祐司（キティ・アーティスト） – アーティスト・マネージメント
- 多賀英典 – エグゼクティブ・プロデューサー

### 美術スタッフ
- 吉田康一 – アート・ディレクション、スリーヴ・デザイン
- シェリル・コラリック – 写真撮影
- みやさかけいこ – ヘアー
- 中山正史 – スリーヴ・デザイン
- 栗原祐子 – アートワーク・コーディネーター

## チャート
| チャート         | 年     | 最高順位 | 登場週数 | 売上数  | 規格       | 出典          |
| ---------------- | ------ | -------- | -------- | ------- | ---------- | ------------- |
| 日本（オリコン） | 1987年 | 2位      | 14回     | 5.1万枚 | LP         | [ 2 ]         |
| 日本（オリコン） | 1987年 | 2位      | 14回     | 5.0万枚 | CT         |               |
| 日本（オリコン） | 1987年 | 2位      | 11回     | 8.0万枚 | CD         |               |
| 日本（オリコン） | 1988年 | 25位     | 7回      | 3.1万枚 | LP, CT, CD | [ 19 ] [ 20 ] |

## リリース日一覧
| No. | リリース日     | レーベル                 | 規格         | カタログ番号 | 備考                   | 出典          |
| --- | -------------- | ------------------------ | ------------ | ------------ | ---------------------- | ------------- |
| 1   | 1987年8月10日  | キティレコード           | LP           | 28MS0150     |                        | [ 19 ]        |
| 2   | 1987年8月10日  | キティレコード           | CT           | 28CS0150     |                        | [ 19 ]        |
| 3   | 1987年8月10日  | キティレコード           | CD           | H33K20070    |                        | [ 19 ]        |
| 4   | 1990年7月25日  | キティレコード           | CD           | KTCR-1041    |                        | [ 21 ]        |
| 5   | 1992年11月21日 | キティレコード           | CD           | KTCR-1212    |                        | [ 22 ]        |
| 6   | 1997年4月25日  | キティエンタープライズ   | CD           | KTCR-1425    |                        | [ 23 ] [ 24 ] |
| 7   | 2016年11月23日 | ユニバーサルミュージック | SHM-CD       | UPCY-7184    |                        | [ 25 ] [ 26 ] |
| 8   | 2018年8月15日  | ユニバーサルミュージック | SHM-CD       | UPCY-9820    | 紙ジャケット仕様       | [ 14 ] [ 27 ] |
| 9   | 2018年8月15日  | ユニバーサルミュージック | AAC-LC       | -            | デジタル・ダウンロード | [ 28 ]        |
| 10  | 2018年8月15日  | ユニバーサルミュージック | ロスレスFLAC | -            | デジタル・ダウンロード | [ 29 ]        |